# Unforgettable (Irving Gordon)
Unforgettable è un celebre brano musicale scritto da Irving Gordon, registrato originariamente nel 1951.
La versione più popolare fu registrata nel 1951 da Nat King Cole, con un arrangiamento scritto per l'occasione da Nelson Riddle. Una versione non orchestrata della canzone, registrata l'anno seguente, fu inserita come bonus track nelle ristampe su CD dell'album del 1955 Penthouse Serenade. Cole registrò nuovamente il brano dieci anni dopo in una versione stereo per l'album The Nat King Cole Story.
Nel 1991, la registrazione di Unforgettable del 1961 fu utilizzata per creare un duetto con la figlia Natalie. Questa versione del brano è arrivata in seconda posizione in Australia e Nuova Zelanda ed in quinta nelle Fiandre in Belgio vincendo tre Grammy Award nel 1992: "Canzone dell'anno", "Disco dell'anno" e "Miglior performance vocale pop"..
La versione originale di Nat King Cole è stata inserita nella Grammy Hall of Fame nel 2000.
La cantante Sia incide la cover della canzone per il film Alla ricerca di Dory.

## Artisti che hanno registrato una cover
Lista parziale:
- Dinah Washington (1959) premiata con il Grammy Hall of Fame 2001
- Peggy Lee (1963)
- Aretha Franklin (1964)
- Sammy Davis, Jr. (1965)
- Marvin Gaye (1965)
- Oscar Peterson (1965)
- Aretha Franklin (1976)
- Esther Phillips (1976)
- Lou Rawls (1977)
- Engelbert Humperdinck (1980)
- Johnny Mathis (1983)
- Marlena Shaw (1986)
- Nat "King" Cole & Natalie Cole (1991)
- Roberta Flack (1991)
- Diane Schuur (1991)
- Vikki Carr (1997)
- Peter Nero (1997)
- Kenny Rogers (1998)
- Captain & Tennille (2001)
- Jackie Chan (2002)
- Merle Haggard (2004)
- Megan Mullally e Sean Hayes (2006) (Jack McFarland e Karen Walker di Will & Grace)
- Bradley Joseph (2006)
- Terry Fator
- Anthony Strong (2015)
- Sia (2016)

## Campionamenti del brano
- Nas (Can't Forget About You) (2006)
- Fabolous (Don't Worry About You) (2007)
- Lil Wayne (Don't Forget About You) (2007)
- Cassidy (Thinking About You) (2007)